# Charles George Gordon
Charles George Gordon (også kendt med tilnavnene Gordon of Khartoum, Chinese Gordon og Gordon Pasja født 28. januar 1833 i Woolwich, død 26. januar 1885 i Khartoum) var en britisk officer. I Storbritannien anses han som nationalhelt. Han kæmpede blandt andet på Krim, i Kina og i Afrika.
Han er mest kendt for at have ledet kampen mod mahdistoprøret i Sudan og for, at han blev dræbt, da forsvaret brød sammen.

## Liv og karriere
Som søn af en generalmajor gennemgik Gordon Krigsakademiet i Woolwich og modtog sin officersudnævnelse 1852 som fænrik i ingeniørtropperne. Gordon deltog i 1855-1856 som løjtnant i Krimkrigen. Han bistod i 1856-1857 ved grænsekommissionerne i Bessarabien og Armenien og gennemførte i 1858 en lignende opgave i sidstnævnte land. 

### I Kina
Gordon var fra september 1860 med i den fransk-britiske krig mod Kina (anden opiumskrig) og hørte til de tropper, som efter krigens afslutning forblev i landet; han befordredes til (midlertidig) major i december 1862. I marts 1863 overtog han på kinesisk anmodning befalingen over den lilla hær - af kineserne kaldet "Den altid sejrende hær" - som af shanghaikøbmændene tre år tidligere var blevet udrustet til bekæmpelse af taipingoprøret. Gennem en række sejre 1863-1864 bidrog han stærkt til en afslutning på den langvarige borgerkrig. 

### I England
Efter at være blevet udnævnt til tidu (general i Kinas armé) af Tongzhi-kejseren og have modtaget hæderstegnet den gule jakke vendte Gordon tilbage til England uden nogen materiel fordel af kinesernes taknemmelighed. Han var i den britiske hær i 1864 udnævnt til oberstløjtnant og tilbragte årene mellem 1865 og 1871 på en forholdsvis beskeden post som fortifikationsofficer i Gravesend og beskæftiget med en omfattende filantropisk virksomhed.

### På ny i Asien
I 1871 blev han udnævnt til britisk medlem af den internationale kommission i Galați for Sulina-søfarten og udnævntes i 1872 til oberst. 

### I Egypten
I 1874 begav han sig med den britiske regerings samtykke til Egypten. Gordon blev udnævnt til egyptisk oberst og overtog i khedivens tjeneste posten som guvernør over landets ækvatorialprovinser, hvor han fandt et rigt felt for sit menneskevenlige virkebegær. Da han så sig hæmmet i sin kamp mod slavehandelen, nedlagde han i slutningen af 1876 sit embede. Gordon vendte i begyndelsen af 1877 tilbage som generalguvernør over Sudan, Darfur og ækvatorialprovinserne og udviste i de følgende år en rastløs virksomhed til bekæmpelse af slavehandelen og til landets fremme ved forvaltningens og kommunikationsvæsenets forbedring. 

### Mellemspil i Indien og Kina
Gordon måtte af helbredsårsager træde tilbage i 1879 og vendte tilbage til England i 1880. Efter i marts samme år at have afslået et tilbud fra kong Leopold 2. af Belgien om at overtage styret af Congofristaten gjorde han samme år et mislykket eksperiment som den nye indiske vicekonge lord Ripons privatsekretær. Han blev samtidig med sin afgang fra denne post kaldt til Kina, hvor han gjorde sin indflydelse gældende for en fredelig løsning på konflikten med Rusland, og vendte tilbage til England inden årets afslutning.

### I Afrika igen
I 1881-1882 ledede han ingeniørtropperne på Mauritius. Gordon befordredes i 1882 til generalmajor - slutpunktet i hans militære karriere. Gordon foretog samme år en mission til Sydafrika for at standse kampene i Basutoland. Det mislykkedes på grund af de lokale myndigheders holdning. Efter at have tilbragt året 1883 i Palæstina stod han 1884 efter aftale med Leopold 2. af Belgien i begreb med at træde i dennes tjeneste i Congo. Gordon vendte i stedet tilbage til Egypten, hvor der i de sudanesiske provinser var udbrudt oprør (mahdistoprøret), og rejste i februar 1884 som generalguvernør over Sudan med residens i Khartoum. 
Hans opgave var at iværksætte evakueringen af Sudan, som af briterne ikke ansås værd at forsvare. Stillet over for denne opgave, hvis vanskelighed han tydeligvis havde undervurderet, ville han hverken evakuere Sudan uden at forlade landet med nogenlunde trygge forhold eller overgive de egyptiske garnisoner på deres fjerne og udsatte poster. Hans forslag om, at landets styrelse skulle overdrages til hans gamle modstander i kampen mod slavehandelen, Zobeir Pascha, blev afvist af den britiske regering. Under de langvarige forhandlinger herom blev forbindelsen med Egypten afskåret i foråret 1884 . Gordon var lukket inde i Khartoum, som han forsvarede under stadigt mere fortvivlede forhold .

## Enden
Alt for sent og drevet af en folkestemning snarere end af ændrede holdninger i sagsspørgsmålet besluttede den britiske regering sig for at udruste en undsætningsekspedition fra Egypten under ledelse af sir Garnet Wolseley. Ekspeditionens gennemførelse trak imidlertid ud, og da dens fortropper endelig ankom til Khartoum, viste det sig, at Gordon var død blot to dage før under stormen på Khartoum den 26. januar 1885. Til trods for at mahdien havde givet ordrer om, at Gordon skulle fanges levende, var han blevet halshugget og hans hoved sat på et spyd.

## Gordon i litteraturen
Gordons breve og dagbøger er for en stor del blevet offentliggjorte: 
- Reflections in Palestina (1883),
- Letters from the Crimea, the Danube and Armenia (1884),
- Private diary of his exploits in China (1885),
- Letters to his sister (1885),
- The journals at Kartoum (1885),
- Diary of the Taiping revolution (1890).

## Hædersbevisninger
I Khartoum blev i 1902 rejst en af Onslow Ford modelleret rytterstatue af Gordon ridende på en kamel. En afstøbning  står i Chatham. 